# Mixtape

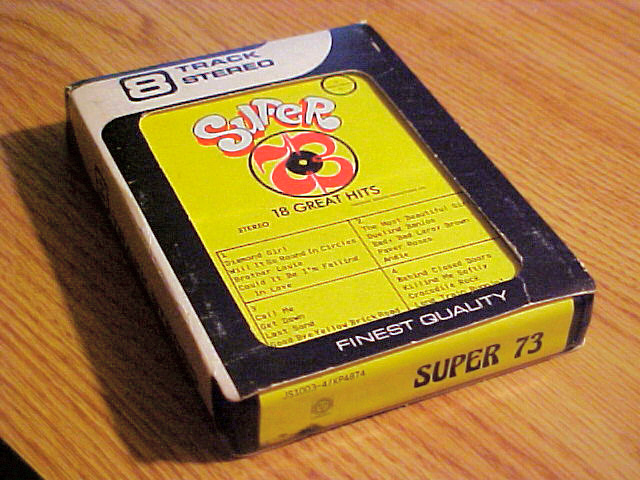
Mixtape Super 73 de 1973 em um cartucho 8 track.

Mixtape é uma compilação de canções, normalmente com direitos autorais e adquiridas de fontes alternativas, gravadas tradicionalmente em cassete.
As primeiras e mais comuns mixtapes eram bootlegs em formato stereo 8; se vendiam nos chamados mercado das pulgas e em postos de gasolina desde os finais dos anos 60 até o começo dos 80 com nomes como Super 73, Country Chart Toppers ou Top Pops 1977.
Com a chegada do som digital, a criação e distribuição das mixtapes tem evoluído de formato, os CDs e MP3 tornaram-se o método de escolha contemporânea, mas o termo mixtape ainda é comumente utilizado, mesmo para mixagens, em diferentes suportes (CD, MP3, MiniDisc, cassete, 8 track, etc.).